# Nakfa (district)
Pour les articles homonymes, voir Nakfa.
Nakfa est un district de la région Semien-Keih-Bahri de l'Érythrée. La principale ville et capitale de ce district est Nakfa. 

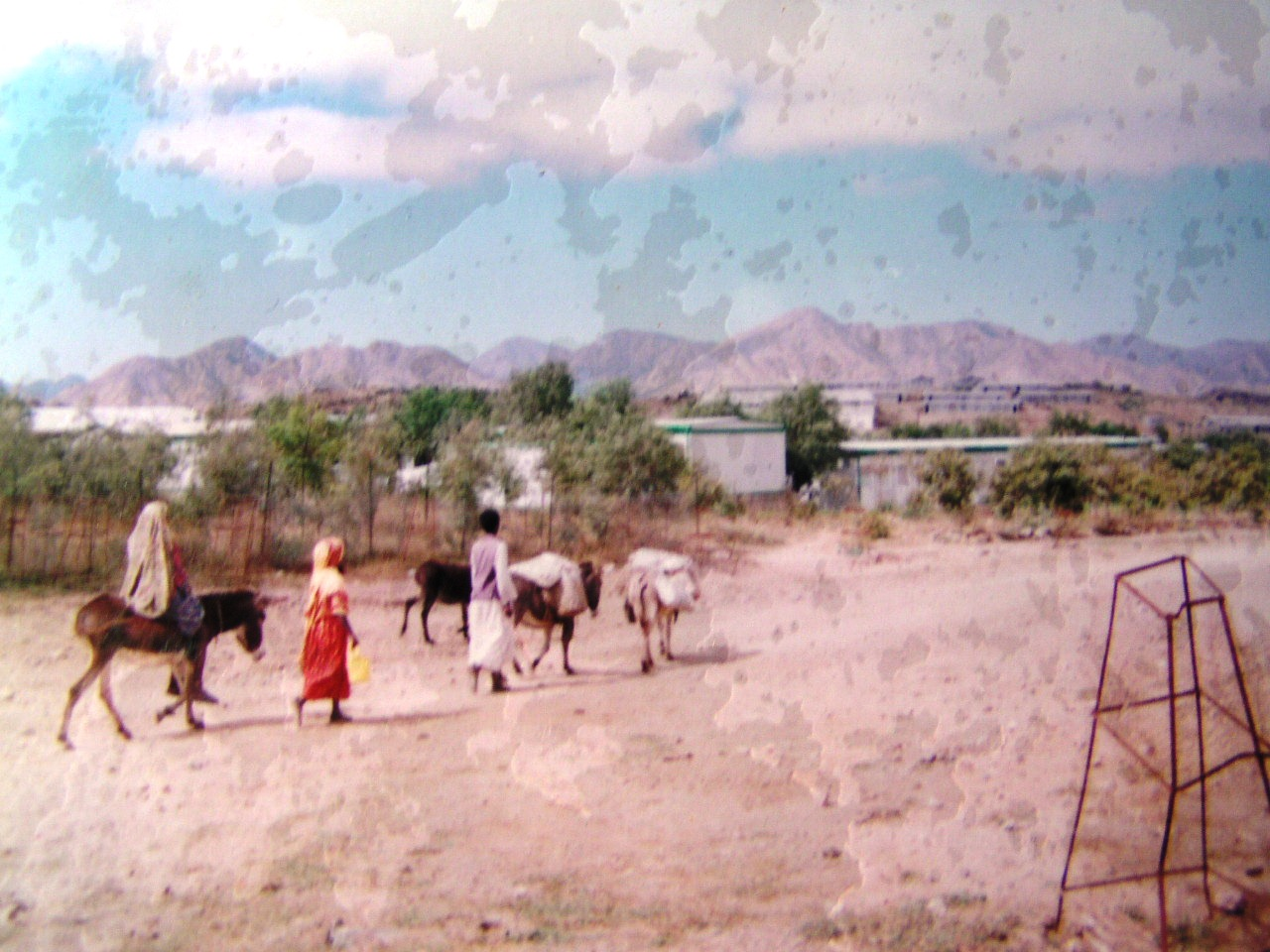
Nakfa (ville)